# Лейли и Меджнун (Низами Гянджеви)
«Лейли́ и Меджну́н» (перс. لیلی و مجنون‎) — третья по счёту поэма классика персидской поэзии Низами Гянджеви из его пятерицы «Хамсе», написанная в 1188 году на персидском языке. В её основе сюжет старинной арабской легенды «Лейли и Меджнун» о несчастной любви юноши Кейса, прозванного «Меджнун» («Безумец»), к красавице Лейли. Поэма посвящена ширваншаху Ахситану I, по чьему заказу и была написана. В поэме 4600 строф. Эта поэма считается самым известным персидским изложением сказания о Лейли и Меджнуне, а также является первой литературной обработкой легенды.

## Краткое содержание
Низами называет себя соловьем и мотыльком и намеревается завершить свое безделье. И вот он получает письмо от ширваншаха, который призывает его воспеть любовь Меджнуна к Лейли. Далее Низами сетует на завистников и подражателей, сравнивая себя с Юсуфом, Исой и Мухаммедом. Свое повествование Низами начинает с арабского шейха, у которого родился долгожданный наследник прозванный Кейсом. Достигнув 10 лет Кейс был определен в школу. Там он встретил прекрасную школьницу Лейли из соседнего племени. Она была стройна как кипарис, глаза газели и имела родинку на щеке. Лейли ответила взаимностью, однако любовь Кейса обернулась тоской и одержимостью, за что его прозвали кличкой Меджнун ("безумец"). Ситуацию усугубляли насмешки окружающих. Отец Кейса сватается к родителям Лейли но получает отказ, так как Кейс слывет безумцем. Кейс в отчаянии разорвал одежды и удалился в пустыню Неджда, где слагал стихи, посвященные возлюбленной. Попытки родителей вылечить сына в Каабе не увенчались успехом. Тем временем, к родителям Лейли сватается Ибн-Салам, а Меджнуна находит в пустыне некий Науфал, защитник бедных. Исполняя обещание отряд Науфала нападает на племя Лейли, но Меджнун колеблется в своей непоследовательности. Даже проиграв отец Лейли не желает выдавать дочь за безумца. Науфал соглашается с этими доводами. Лейли выдают замуж за Ибн-Салама, однако молодая жена не желает, чтобы к ней прикасались и угрожает убить себя. Из-за возрастающего отчуждения Ибн-Салам впадает в тоску и начинает злоупотреблять вином, что приводит его к преждевременной смерти. Овдовев умирает и Лейли. Меджнун тем временем обретает волшебную власть над зверями: ему служат львы, волки, лисы, овцы, онагры, зайцы и орлы. Меджнун продолжает прославлять Лейли, уподобляя себя соловью, а ее розе. Узнав о кончине возлюбленной, Меджнун приходит на ее могилу и умирает там. Спустя год его тело погребли рядом. Спустя годы над их могилами разрастается сад.  
Низами несколько видоизменил сюжет: у него Кейс сходит с ума от любви, и именно поэтому родители Лейлы отказывают ему. Лейли, насильно выданная замуж, умирает от любви к Кейсу. Её хоронят в свадебном наряде. Узнав о смерти Лейли, Меджнун приходит на её могилу и умирает там. Автор задаётся вопросом: что получили влюблённые за свои земные страдания, где их место в загробном мире? В коде пересказывается сон, по которому влюбленные соединились в раю, где они живут как царь и царица.

## Переводы и издания

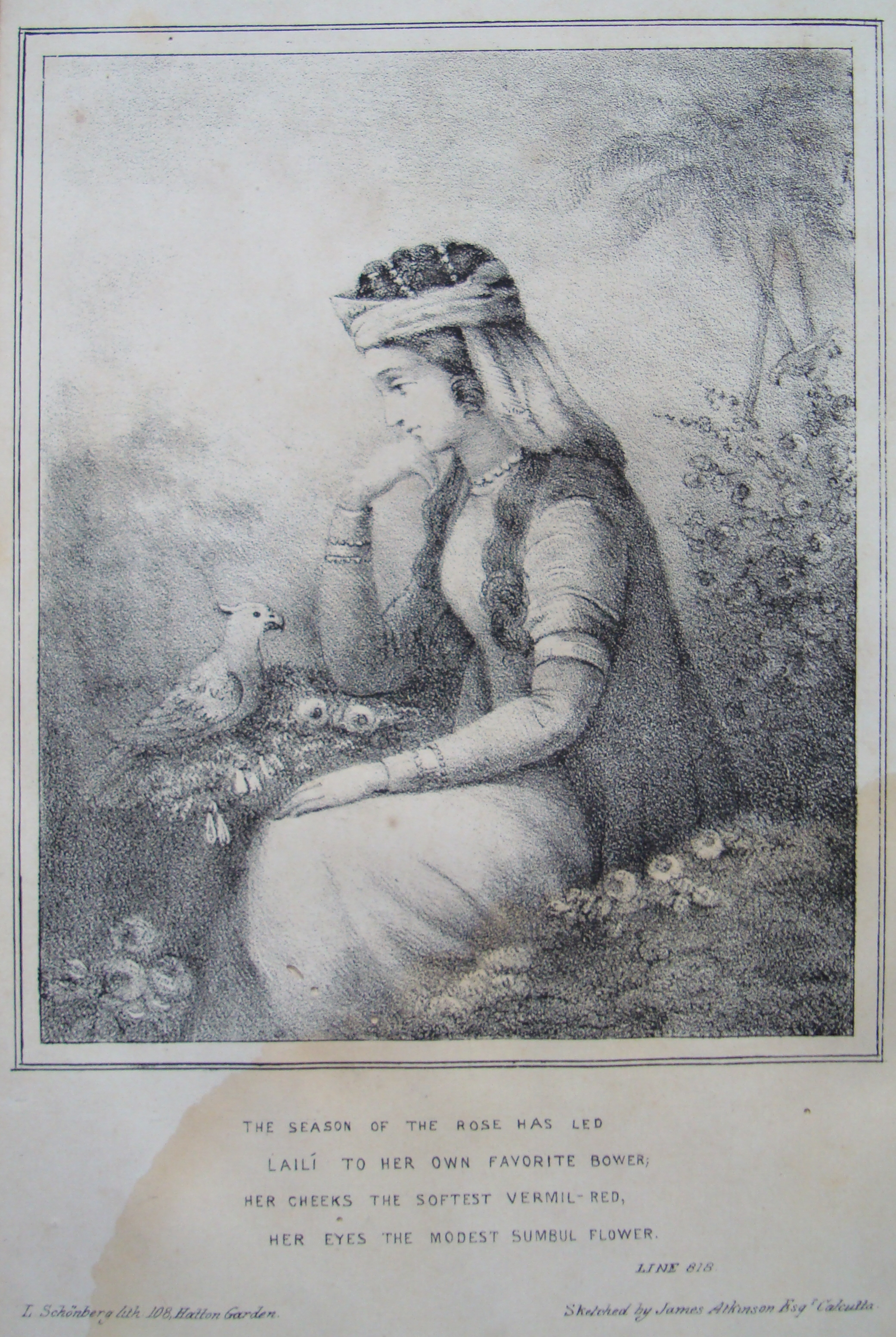
Фронтиспис поэмы Лейли и Меджнун, изданной в 1836 году в Лондоне. Рисунок (как и перевод поэмы), на котором изображена Лейли, выполнен Джеймсом Аткинсоном

Первый перевод произведения представлял собой сокращенное стихотворение на английском языке. Перевод был выполнен английским востоковедом и переводчиком Джеймсом Аткинсоном. Он был опубликован в 1836 году. Позже этот перевод был переиздан несколько раз (1894, 1915).
На русский язык поэму переводили Евгений Бертельс (небольшой прозаический перевод из поэмы), Т. Форш, но первое полное издание появилось с поэтическим переводом на русский язык (полностью) Павла Антокольского. Полный филологический прозаический перевод произведения с фарси на русский язык осуществил Рустам Алиев.
На азербайджанский язык поэму перевёл поэт Самед Вургун.

## Анализ произведения

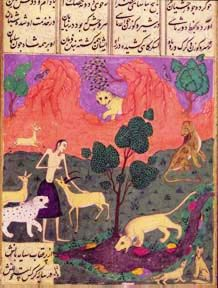
Миниатюра, изображающая Меджнуна с дикими зверями. Институт рукописей, Баку

Эта романтическая поэма относится к жанру «удри» (иначе «одри»). Сюжет поэм этого жанра — удри, прост и вращается вокруг безответной любви. Герои удри являются полувымышленными-полуисторическими персонажами и их поступки похожи на поступки персонажей других романтических поэм этого жанра. Низами персифицировал арабскую-бедуинскую легенду, представив героев в качестве персидских аристократов. Он также перенес развитие сюжета в городскую среду и добавил несколько персидских мотивов, украсив повествование также описаниями природы.
Поэма была опубликована в различных странах в различных версиях текста. Однако иранский ученый Вахид Дастгерди в 1934 году осуществил публикацию критического издания поэмы, составив её текст из 66 глав и 3657 строк, опустив 1007 куплетов, определив их как более поздние интерполяции (искажения, добавленные в текст), хотя он допускал, что некоторые из них могли быть добавлены самим Низами.
Как и в арабских источниках, Низами ссылается  на поэтический гений Меджнуна как минимум 30 раз. Меджнун в поэме представлен как поэт, который способен сочинять ослепительные стихи в различных поэтических жанрах. У Низами Меджнун читает любовные стихи и элегии, что можно рассматривать как психологический самоанализ, показывающий его разочарования и причины его действий. В своих комментариях к речи Меджнуна, рассказчик всегда принимает его сторону, что влияет на интерпретацию читателя.
В живописных образах Меджнун изображается как изможденный аскет. Низами показывает, что опыт любящего человека и аскета схожи, за исключением того, что аскет действует преднамеренно, тогда как любящий страдает от силы любви. В прологе и эпилоге, Низами даёт советы для читателя о различных темах, таких как быстротечность жизни, смерть, смирение и т.д.

## В искусстве
Миниатюры, изображающие героев поэмы «Лейли и Меджнун», к рукописям произведения на протяжении веков создавали художники-миниатюристы из разных городов, таких как Тебриз, Герат. Среди таких персидских художников можно назвать имена Ага Мирека, Мир Сеида Али, Музаффара Али.
| |                                                                                               | |                                                                                           |                                                                         | |
| Лейли и Меджнун в школе. 1524–25 гг. Султан Мухаммед. Тебризская школа. Метрополитен-музей, Нью-Йорк | Меджнун среди диких зверей. 1539—43 гг. Ага Мирек. Тебризская школа. Британский музей, Лондон | Меджнун у палатки Лейли. 1539—43 гг. Мир Сеид Али. Тебризская школа. Британская библиотека, Лондон | Лейли встречается с Меджнуном в пустыне. XVI век. Художественный музей Уолтерса, Балтимор | Гибель Лейли и Меджнуна. 1740-50 гг. Национальный музей Индии, Нью-Дели | Гибель Лейли и Меджнуна. 1431 год. Каллиграф Махмуд и неизвестный художник. Гератская школа. Эрмитаж, Санкт-Петербург |

На постаменте памятника Низами Гянджеви в Баку, установленного в 1949 году, скульптором А. Хрюновым по эскизам художника Газанфара Халыкова исполнен барельеф, изображающий героев поэмы — Лейли и Меджнуна, учащихся в школе.
По мотивам поэмы азербайджанский композитор Кара Караев написал симфоническую поэму «Лейли и Меджнун» (первое исполнение в Баку 29 сентября 1947 года на торжественном вечере в честь 800-летия Низами Гянджеви) и одноактный балет «Лейли и Меджнун».
В 1960 году по мотивам поэмы на киностудии «Таджикфильм» был снят фильм-балет «Лейли и Меджнун», первый таджикский фильм-балет. А спустя год, одноимённый фильм по мотивам поэмы был снят на киностудии «Азербайджанфильм» (роль Меджнуна исполнял Нодар Шашик-оглы).
Азербайджанским художником Микаилом Абдуллаевым выполнены мозаичные панно на станции метро «Низами Гянджеви» бакинского метрополитена, изображающие героев поэмы.

Барельеф c изображением Лейли и Меджнуна на памятнике Низами в Баку
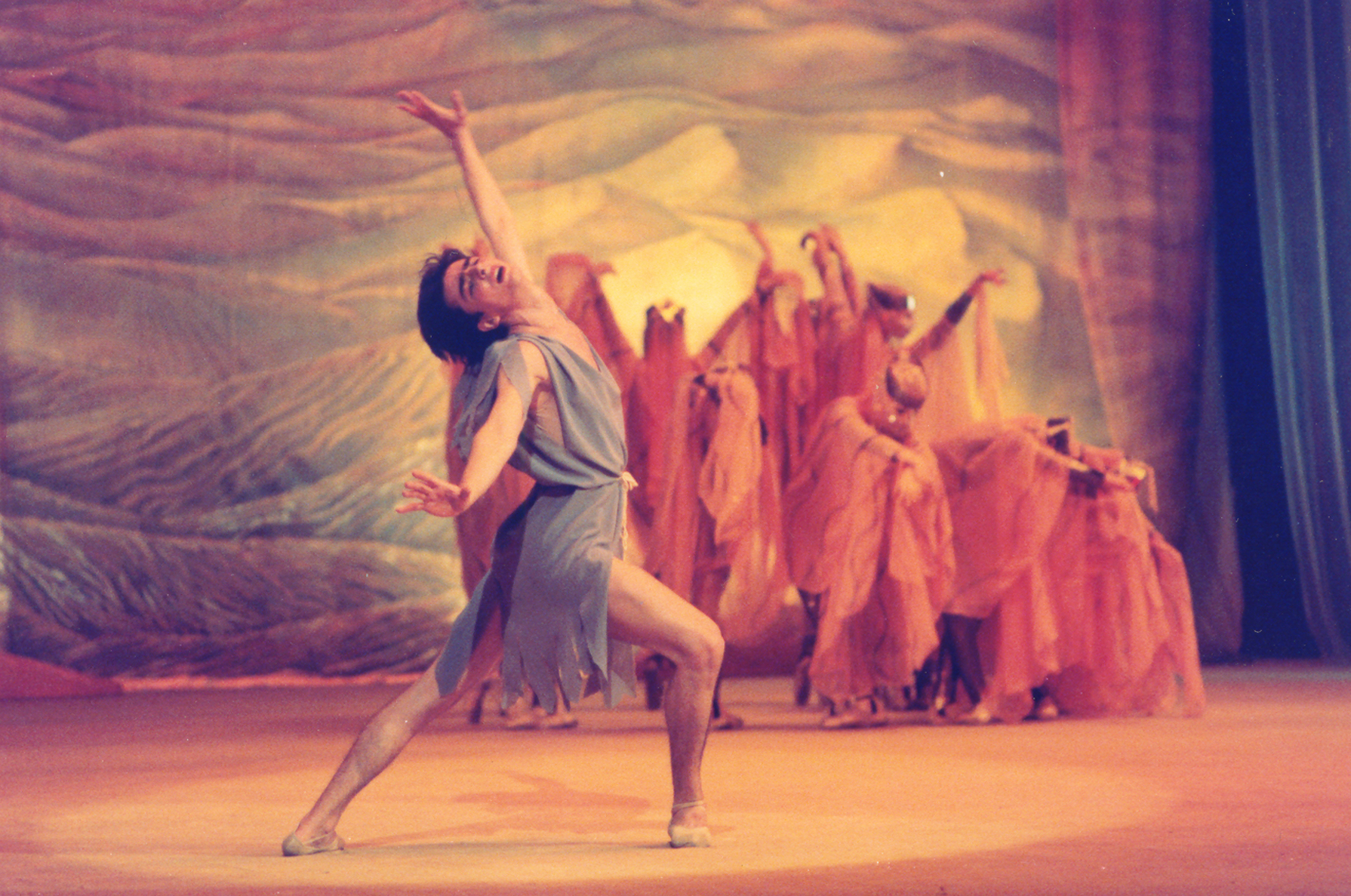
Сцена из постановки балета «Лейли и Меджнун» Кара Караева
Мозаичный рисунок «Лейли и Меджнун» на станции метро «Низами Гянджеви» в Баку. Художник Микаил Абдуллаев

В 1959 году по поэме был снят фильм-балет «Лейли и Меджнун» в постановке балетмейстера Гафара Валамат-Заде и балетной труппы Таджикского ордена Ленина театра оперы и балета им. С. Айни.